# Baeocera punctatissima
Baeocera punctatissima – gatunek chrząszcza z rodziny kusakowatych, podrodziny łodzikowatych i plemienia Scaphisomatini.
Gatunek ten opisany został w 2003 roku przez Ivana Löbla i Richarda A.B. Leschena.
Chrząszcz o silnie wypukłym z wierzchu ciele długości od 1,25 do 1,65 mm, barwy żółtawobrązowej lub brązowej do czarnej z jaśniejszymi końcowymi segmentami odwłoka i odnóżami.Jedenasty człon czułków jest umiarkowanie wydłużony. Rzędy przyszwowe na pokrywach są delikatne, krótkie i sięgają do ich wierzchołkowej ⅓. Rzędy epipleuralne pokryw są wyraźnie zaznaczone. Tylna para skrzydeł nie występuje. Epimeryty śródtułowia wyposażone są w linie mezepimeralne. Zapiersie (metawentryt) pozbawione jest mikrorzeźby, a po bokach grubiej niż przedplecze i pokrywy punktowane. Odnóża mają golenie wąskie u nasady, ku szczytowi zaś pogrubione. Samiec ma gonokoksyt z wierzchołkowym stylusem. Jego edeagus cechuje dłuższa od wyrostka wierzchołkowego nabrzmiała część nasadowa, brak delikatnych i łuskowatych struktur w woreczku wewnętrznym oraz wąskie, wydłużone flagellum.
Owad endemiczny dla Nowej Zelandii, znany z Wyspy Południowej.